# 足高 (つくばみらい市)
足高（あだか）は、茨城県つくばみらい市にある地名。郵便番号は300-2315。
　

## 概要
つくばみらい市の東部に位置する。地域内は古くより存在する住宅や樹林、農地が中心となっている地域である。また、地域は3つに分裂しており、住宅やつくばみらい市立東小学校があり、中心となる台地部と、東栗山を挟んで東、城中（じょうちゅう）を挟んで南にある、それぞれ農地を中心とした低地部で構成される。また、東の低地部の中央には茨城県道210号谷田部藤代線が通っている。
それぞれ、東は東栗山・龍ケ崎市庄兵衛新田町、北は神生（かんのう）、西は伊丹・神住新田、南は取手市浜田と接している。東の飛地の北から東にかけては牛久沼に接しており、茨城県道210号谷田部藤代線を進み、牛久沼の細見橋を越えた先はつくば市茎崎地域へと続いている。牛久沼は龍ケ崎市域であるが、龍ケ崎市に行くには取手市を通過せずには行くことができない。

## 世帯数と人口
2017年（平成29年）8月1日現在の世帯数と人口は以下の通りである。
| 大字 | 世帯数  | 人口  |
| ---- | ------- | ----- |
| 足高 | 103世帯 | 285人 |

## 交通
JR常磐線藤代駅と首都圏新都市鉄道つくばエクスプレスみどりの駅をつなぐ路線バスと、つくばみらい市コミュニティバス｢みらい号｣が地域内を走っている。
路線バス
地域内には「城中」停留所がある。
| 系統 | 主要経由地                                                             | 行先       | 運行会社 |
| ---- | ---------------------------------------------------------------------- | ---------- | -------- |
|      | 城中・藤代紫水高・小貝橋                                               | 藤代駅     | ■関鉄    |
|      | 城中・自由ケ丘団地（運行により終点の便が有）・梅ケ丘団地・つくば工科高 | みどりの駅 | ■関鉄    |

コミュニティバス
地域内には「城中倉庫前」と「東小学校前」の2つの停留所がある。
| 系統 | 主要経由地                                                         | 行先           | 運行会社 |
| --- | ------------------------------------------------------------------ | -------------- | -------- |
| 南（右） | きらくやまふれあいの丘・伊奈庁舎・守谷駅東口・高波                 | 循環みらい平駅 | ■関鉄    |
| 南（左） | きらくやまふれあいの丘・ワープステーション江戸・板橋小学校前・高波 | 循環みらい平駅 | ■関鉄    |
| 備考 - 循環は循環路線 - 南（右）は、つくばみらい市コミュニティバスの系統。南は南ルート、（右）は右回りを意味する。 |                                                                    |                |          |

足高を始めとした東地域はつくばみらい市の他の地域とは異なり、つくばエクスプレスの駅や常磐線取手駅が最寄り駅ではなく、藤代駅もしくは龍ケ崎市駅が最寄駅となる。

## 小・中学校の学区
市立小・中学校に通う場合、学区は以下の通りとなる。
| 番地 | 小学校                   | 中学校                       |
| ---- | ------------------------ | ---------------------------- |
| 全域 | つくばみらい市立東小学校 | つくばみらい市立伊奈東中学校 |

## 施設
- つくばみらい市立東小学校
- さるまい自然公園
- 足高公民館
- 八坂神社
- 足高稲荷神社